# Puchar Rumunii w Rugby Union Mężczyzn (2017/2018)
Puchar Rumunii w Rugby Union Mężczyzn 2017/2018 – siedemdziesiąta pierwsza edycja Cupa României w rugby union. Zarządzane przez Federațiă Română de Rugby zawody odbywały się w dniach 4 listopada 2017 – 31 marca 2018 roku. Obrońcą tytułu był zespół Timișoara Saracens.
Pary półfinałowe ustalone zostały dopiero po ostatnim meczu fazy zasadniczej. Pierwszy w historii klubu Puchar Rumunii zdobył CSM Bukareszt pokonując po dogrywce zespół z Baia Mare.

## System rozgrywek
Siedemdziesiąta pierwsza edycja Pucharu Rumunii odbyła się ponownie według zmienionego formatu, a wziąć w nich miały udział wszystkie drużyny uczestniczące w organizowanych przez Federațiă Română de Rugby rozgrywkach SuperLigi. Siedem zespołów rywalizowało systemem kołowym o awans do półfinałów, a w trakcie rozgrywek wycofała się drużyna z Jassy. Finał został zaplanowany do przeprowadzenia w Klużu-Napoce.

## Faza grupowa
| 4 listopada 201711:00 | CSM Bukareszt | 55:3 | CS Poli Agro Iași | Stadionul Olimpia, Bukareszt |
| 4 listopada 201711:00 |               | 55:3 |                   | Stadionul Olimpia, Bukareszt |

| 4 listopada 201713:00 | CSM Știința Baia Mare | 58:17 | CS Universitatea Cluj-Napoca | Arena Zimbrilor, Baia Mare |
| 4 listopada 201713:00 |                       | 58:17 |                              | Arena Zimbrilor, Baia Mare |

| 4 listopada 201713:00 | Steaua Bukareszt | 36:20 | Dinamo Bukareszt | Ghencea, Bukareszt |
| 4 listopada 201713:00 |                  | 36:20 |                  | Ghencea, Bukareszt |

| 11 listopada 201711:00 | CS Poli Agro Iași | 26:38 | Steaua Bukareszt | Stadionul Tepro, Jassy |
| 11 listopada 201711:00 |                   | 26:38 |                  | Stadionul Tepro, Jassy |

| 11 listopada 201711:00 | CS Universitatea Cluj-Napoca | 32:35 | CSM Bukareszt | Parcul Sportiv Iuliu Hațieganu, Kluż-Napoka |
| 11 listopada 201711:00 |                              | 32:35 |               | Parcul Sportiv Iuliu Hațieganu, Kluż-Napoka |

| 11 listopada 201711:00 | Timișoara Saracens | 7:8 | CSM Știința Baia Mare | Stadion im. Dana Păltinișanu, Timișoara |
| 11 listopada 201711:00 |                    | 7:8 |                       | Stadion im. Dana Păltinișanu, Timișoara |

| 18 listopada 201711:00 | CSM Bukareszt | 16:12 | Timișoara Saracens | Stadionul Olimpia, Bukareszt |
| 18 listopada 201711:00 |               | 16:12 |                    | Stadionul Olimpia, Bukareszt |

| 18 listopada 201711:00 | Steaua Bukareszt | 29:17 | CS Universitatea Cluj-Napoca | Ghencea, Bukareszt |
| 18 listopada 201711:00 |                  | 29:17 |                              | Ghencea, Bukareszt |

| 18 listopada 201711:00 | Dinamo Bukareszt | 5:0 (wo.) | CS Poli Agro Iași | Stadion im. Florei Dumitrachego, Bukareszt |
| 18 listopada 201711:00 |                  | 5:0 (wo.) |                   | Stadion im. Florei Dumitrachego, Bukareszt |

| 25 listopada 201711:00 | CS Universitatea Cluj-Napoca | 26:22 | Dinamo Bukareszt | Parcul Sportiv Iuliu Hațieganu, Kluż-Napoka |
| 25 listopada 201711:00 |                              | 26:22 |                  | Parcul Sportiv Iuliu Hațieganu, Kluż-Napoka |

| 25 listopada 201711:00 | Timișoara Saracens | 41:7 | Steaua Bukareszt | Stadionul Gheorghe Rășcanu, Timișoara |
| 25 listopada 201711:00 |                    | 41:7 |                  | Stadionul Gheorghe Rășcanu, Timișoara |

| 25 listopada 201711:00 | CSM Știința Baia Mare | 22:15 | CSM Bukareszt | Arena Zimbrilor, Baia Mare |
| 25 listopada 201711:00 |                       | 22:15 |               | Arena Zimbrilor, Baia Mare |

| 2 grudnia 201712:00 | Steaua Bukareszt | 8:22 | CSM Știința Baia Mare | Ghencea, Bukareszt |
| 2 grudnia 201712:00 |                  | 8:22 |                       | Ghencea, Bukareszt |

| 2 grudnia 201712:00 | Dinamo Bukareszt | 17:24 | Timișoara Saracens | Stadion im. Florei Dumitrachego, Bukareszt |
| 2 grudnia 201712:00 |                  | 17:24 |                    | Stadion im. Florei Dumitrachego, Bukareszt |

| 2 grudnia 201712:00 | CS Poli Agro Iași | 13:6 | CS Universitatea Cluj-Napoca | Stadionul Tepro, Jassy |
| 2 grudnia 201712:00 |                   | 13:6 |                              | Stadionul Tepro, Jassy |

| 9 grudnia 201713:00 | Dinamo Bukareszt | 5:48 | CSM Bukareszt | Stadion im. Florei Dumitrachego, Bukareszt |
| 9 grudnia 201713:00 |                  | 5:48 |               | Stadion im. Florei Dumitrachego, Bukareszt |

| 3 marca 201812:00 | CS Poli Agro Iași | 0:5 (wo.) | CSM Știința Baia Mare | Stadionul Tepro, Jassy |
| 3 marca 201812:00 |                   | 0:5 (wo.) |                       | Stadionul Tepro, Jassy |

| 10 marca 201812:00 | CS Universitatea Cluj-Napoca | 5:47 | Timișoara Saracens | Parcul Sportiv Iuliu Hațieganu, Kluż-Napoka |
| 10 marca 201812:00 |                              | 5:47 |                    | Parcul Sportiv Iuliu Hațieganu, Kluż-Napoka |

| 10 marca 201811:00 | Timișoara Saracens | 5:0 (wo.) | CS Poli Agro Iași | Stadion im. Dana Păltinișanu, Timișoara |
| 10 marca 201811:00 |                    | 5:0 (wo.) |                   | Stadion im. Dana Păltinișanu, Timișoara |

| 10 marca 201811:00 | CSM Știința Baia Mare | 15:9 | Dinamo Bukareszt | Arena Zimbrilor, Baia Mare |
| 10 marca 201811:00 |                       | 15:9 |                  | Arena Zimbrilor, Baia Mare |

| 10 marca 201811:00 | CSM Bukareszt | 46:32 | Steaua Bukareszt | Stadionul Olimpia, Bukareszt |
| 10 marca 201811:00 |               | 46:32 |                  | Stadionul Olimpia, Bukareszt |

## Faza pucharowa
|  |                       |                       |               |               |    |                       |                       |       |
|  | Półfinał              | Półfinał              | Półfinał      |               |    | Finał                 | Finał                 | Finał |
|  | Półfinał              | Półfinał              | Półfinał      |               |    | Finał                 | Finał                 | Finał |
|  | 17 marca 2018         |                       |               |               |    |                       |                       |       |
|  |                       |                       |               |               |    |                       |                       |       |
|  | CSM Știința Baia Mare | CSM Știința Baia Mare | 16            |               |    |                       |                       |       |
|  | CSM Știința Baia Mare | CSM Știința Baia Mare | 16            | 31 marca 2018 |    |                       |                       |       |
|  | Steaua Bukareszt      | Steaua Bukareszt      | 7             |               |    |                       |                       |       |
|  | Steaua Bukareszt      | Steaua Bukareszt      | 7             |               |    | CSM Știința Baia Mare | CSM Știința Baia Mare | 26    |
|  | 16 marca 2018         |                       |               |               |    | CSM Știința Baia Mare | CSM Știința Baia Mare | 26    |
|  |                       |                       | CSM Bukareszt | CSM Bukareszt | 27 |                       |                       |       |
|  | CSM Bukareszt         | CSM Bukareszt         | CSM Bukareszt | CSM Bukareszt | 27 | 27                    |                       |       |
|  | CSM Bukareszt         | CSM Bukareszt         |               |               |    |                       |                       |       |
|  | Timișoara Saracens    | Timișoara Saracens    | 22            |               |    |                       |                       |       |
|  | Timișoara Saracens    | Timișoara Saracens    | 22            |               |    |                       |                       |       |

| 17 marca 201811:00 | CSM Știința Baia Mare | 16:7 | Steaua Bukareszt | Arena Zimbrilor, Baia Mare |
| 17 marca 201811:00 |                       | 16:7 |                  | Arena Zimbrilor, Baia Mare |

| 16 marca 201814:00 | CSM Bukareszt | 27:22 | Timișoara Saracens | Stadionul Arcul de Triumf, Bukareszt |
| 16 marca 201814:00 |               | 27:22 |                    | Stadionul Arcul de Triumf, Bukareszt |

| 31 marca 201811:00 | CSM Știința Baia Mare | 26:27 (pd.)(12:9, 19:19) | CSM Bukareszt | Parcul Sportiv Iuliu Hațieganu, Kluż-Napoka |
| 31 marca 201811:00 |                       | 26:27 (pd.)(12:9, 19:19) |               | Parcul Sportiv Iuliu Hațieganu, Kluż-Napoka |